# La Villa de Los Santos
La Villa de Los Santos – miasto w południowej Panamie, położone na półwyspie Azuero nad brzegiem rzeki La Villa w prowincji Los Santos. 
Liczba mieszkańców: 7 991 (2010). Stolica dystryktu Los Santos. Gospodarka miasta opiera się na rolnictwie i hodowli. W La Villa de Los Santos znajduje się także zabytkowy, XVI-wieczny barokowy kościół pw. Św. Anastazego.
Miasto jest znane z karnawału  a także uroczystości procesyjnych w Boże Ciało i podczas Wielkiego Tygodnia.